# Autographa ubrevis
Autographa ubrevis là một loài bướm đêm trong họ Noctuidae.